# صادق ملک شهمیرزادی
صادق ملک شهمیرزادی (زاده ۱ آذر ۱۳۱۹ در شهمیرزاد – درگذشته ۲۱ مهر ۱۳۹۹ در تهران) از باستان‌شناسان به‌نام ایرانی بود که در مدیریت کاوش‌های تپه سیلک نقش مهمی داشت.
او در تیر سال ۱۳۴۹ با رتبه استادیاری در دانشگاه تهران استخدام شد و در بهمن ۱۳۷۹ پس از ۳۰ سال با رتبه استادیاری بازنشسته شد. وی در ۲۱ مهر ۱۳۹۹ در آستانه ۸۰ سالگی و ۲۰ سال پس از بازنشستگی درگذشت.

## زندگی‌نامه
صادق ملک شهمیرزادی تحصیلات خود را تا مقطع کارشناسی در رشته باستان‌شناسی در دانشگاه تهران به پایان رساند. وی با عزیمت به آمریکا موفق به گرفتن کارشناسی ارشد در گرایش باستان‌شناسی ایران پیش از تاریخ و میانرودان از مؤسسه خاورشناسی دانشگاه شیکاگو شد. او دکترای انسان‌شناسی خود را نیز با گرایش پیشاتاریخ از دانشگاه پنسیلوانیا دریافت کرد. وی علاوه بر شرکت و سرپرستی کاوش‌های میدانی از جمله تپه سیلک، نوشته‌های بسیاری نیز عرضه کرده‌است.

## کاوش‌ها
ملک شهمیرزادی سرپرستی کاوش‌های بسیاری در محوطه‌های سگزآباد، زاغه، پوئینک ورامین، آق‌تپه استان گلستان را برعهده داشت. بعد از بازنشستگی، در سال ۱۳۸۰ از سوی سازمان میراث فرهنگی کشور، مأمور کاوش در سیلک به مدت ۵ سال (تا سال ۱۳۸۵) شد و در ابتدای امر اقدام به دعوت از عباس اعتماد فینی، دستیار سابق گریشمن برای همکاری نمود. او هر ساله گزارش کاوش های سیلک را در مجلدی به وسیله انتشارات پژوهشگاه میراث فرهنگی و گردشگری منتشر می‌کرد. مهم‌ترین دستاورد او در این کاوش‌ها، کشف زیگورات (نیایشگاه) سیلک است. محوطه‌ای که رومن گیرشمن موفق به کشف آن نشده بود.

## کارهای آموزشی
صادق ملک شهمیرزادی در مدت سی سال کار آموزشی در گروه باستان‌شناسی دانشگاه تهران، به تدریس دروس کاوش در محل، طبقه‌بندی سفال و اشیا، طراحی فنی و نقشه‌برداری و عکاسی، بررسی آثار باستانی، سمینار و ترتیب نمایشگاه، تهیه گزارش مشروح، باستان‌شناسی و هنر مصر باستان، آشنایی با باستان‌شناسی، مبانی باستان‌شناسی فرهنگی، باستان‌شناسی پیش از تاریخ میانرودان، باستان‌شناسی پیش از تاریخ ایران، باستان‌شناسی آسیای باختری و مصر (این واحد درسی را در دانشگاه‌های خارج از کشور ارائه کرد)، باستان و فرهنگ ایران باستان (این عنوان درسی رادر دانشگاه هلسینکی ارائه کرد) پرداخت.
ملک شهمیرزادی در زمینه انتشارات پژوهشی و آموزشی باستان‌شناسی بسیار فعال بود. از وی ده‌ها کتاب و مقاله به زبان‌های فارسی و انگلیسی به‌جای مانده‌است. از جمله نوشته‌های موفق ملک، کتاب ایران در پیش از تاریخ: باستان‌شناسی ایران از آغاز تا سپیده‌دم شهرنشینی و همچنین واژه‌نامه باستان‌شناسی است که از منابع رشته باستان‌شناسی در دانشگاه‌های ایران محسوب می‌شوند. آخرین کتاب او درباره فرهنگ کاسپی‌ها از سوی موزه ملی ایران و پژوهشگاه میراث فرهنگی منتشر شد.

## بزرگداشت
در مهر ۱۳۹۴ مراسم بزرگداشتی از سوی موزه ملی ایران و پژوهشگاه میراث فرهنگی و گردشگری به پاس پنجاه سال تلاش‌های صادق ملک شهمیرزادی در زمینه آموزش و پژوهش در رشته باستان‌شناسی در موزه ملی ایران برگزار شد. به این مناسبت، جشن‌نامه‌ای شامل مجموعه ای از مقالات به او تقدیم شد.

## انتشارات
آثار تالیفی مستقل و نیمه‌مستقل
- مبانی باستان‌شناسی ایران، بین‌النهرین، مصر، نشر مارلیک
- ایران در پیش از تاریخ: باستان‌شناسی ایران از آغاز تا سپیده‌دم شهرنشینی، نشر سبحان نور
- بین‌النهرین در دوران پیش از تاریخ: از پیدایش تا دوران آغاز ادبیات، نشر سبحان نور
- آق تپه، با همکاری جبرئیل نوکنده، نشر سازمان میراث فرهنگی کشور
- مسئله ظروف تزیینی زرین و سیمین فرهنگ کاسپی، پژوهشگاه میراث فرهنگی و گردشگری
- واژه نامه باستان‌شناسی: انگلیسی – فارسی و فارسی - انگلیسی، مرکز نشر دانشگاهی
- اطلس باستان‌شناسی ایران (از آغاز تا پایان دوره یکجانشینی و استقرار در روستاها)، نشر سمت
- English for students of archaeology، با همکاری پرویز بیرجندی، نشر سمت
- سفال دوره نوسنگی در فلات مرکزی ایران، نشر سمت
- گفتارهایی در باستان‌شناسی ایران: مجموعه مقالات پژوهشی و تخصصی، نشر سمت
- جستارهایی در باستان‌شناسی، نشر مدید

پژوهش‌ها درباره سیلک
- زیگورات سیلک: گزارش فصل اول طرح بازنگری سیلک، پژوهشگاه میراث فرهنگی و گردشگری
- نقره‌کاران سیلک: گزارش فصل دوم طرح بازنگری سیلک، پژوهشگاه میراث فرهنگی و گردشگری
- سفالگران سیلک: گزارش فصل سوم طرح بازنگری سیلک، پژوهشگاه میراث فرهنگی و گردشگری
- صیادان سیلک: گزارش فصل چهارم طرح بازنگری سیلک، پژوهشگاه میراث فرهنگی و گردشگری
- سیلک، کهن‌ترین روستای محصور ایران: گزارش نهایی طرح بازنگری سیلک، پژوهشگاه میراث فرهنگی و گردشگری
- روستائیان سیلک: مجموعه مقالات طرح بازنگری سیلک، پژوهشگاه میراث فرهنگی و گردشگری

آثار تالیفی گروهی
- ب‍اس‍ت‍ان‌ش‍ن‍اس‍ی و ه‍ن‍ر ای‍ران: ۳۲ م‍ق‍ال‍ه در ب‍زرگ‍داش‍ت ع‍زت‌ال‍ل‍ه ن‍گ‍ه‍ب‍ان، همراه با عباس علیزاده و یوسف مجیدزاده، مرکز نشر دانشگاهی
- اطلس ملی ایران: تاریخ، به اهتمام محمد مدد و بهداد غضنفری، سازمان نقشه‌برداری کشور
- تاریخ ایران باستان، همراه با محمود حریریان، ژاله آموزگار و نادر میرسعیدی، نشر سمت
- مفاخر میراث فرهنگی ایران: جشن‌نامه دکتر صادق ملک‌شهمیرزادی، به کوشش مرتضی حصاری، پژوهشگاه میراث فرهنگی و گردشگری

ترجمه‌ها
- باستان‌شناسی در آسیای مرکزی، گرگوار فرامکین، موسسه چاپ و انتشارات وزارت امور خارجه
- تاریخ تمدن‌های آسیای مرکزی، ۲ جلدی، یونسکو، موسسه چاپ و انتشارات وزارت امور خارجه
- راه‍‌ه‍ای اب‍ری‍ش‍م و ادوی‍ه: اک‍ت‍ش‍اف از طری‍ق دری‍ا، استرون رید، دفتر نشر فرهنگ اسلامی
- سیری در هنر ایران؛ از دوران پیش از تاریخ تا امروز، آرتور پوپ و فیلیس اکرمن، علمی و فرهنگی